# 5775 Inuyama
5775 Inuyama (1989 SP) là một tiểu hành tinh vành đai chính được phát hiện ngày 29 tháng 9 năm 1989 bởi Y. Mizuno và T. Furuta ở Kani.